# ВолгаФест
«ВолгаФест» — ежегодный межрегиональный мультиформатный фестиваль на открытом воздухе в Самаре, проходящий на набережной реки Волги. В Самаре появился в 2016 году.

## Идея и организация
Идея подобного фестиваля высказывалась ещё Маратом Гельманом, когда он в 2011 году посетил Самару, а город вступил в Культурный Альянс
В 2014 году фестиваль решило проводить министерство культуры Самарской области, тогда под руководством Ольги Рыбаковой. Название «Волгафест» изначально фигурировало среди вариантов, но выбрали «Жемчужину на Волге». После смены министра фестиваль сразу же переименовали. Существуют две версии смены названия:
- из-за громоздкости прежнего наименования.[2]
- из-за смены министра культуры Самарской области.

Название «ВолгаФест» было выбрано в рамках стратсессии с представителями культурных индустрий России.
Вошёл в шорт-лист премии «Приметы городов» в Номинации «Общественное пространство» в 2016 году.
Регулярными участниками фестиваля являются самарские и российские музеи с выездными творческими площадками (Музей Модерна, Самарский Литературный музей и т. д.). Журналист Илья Сульдин назвал основным содержанием фестиваля совместную творческую деятельность. Фестиваль имеет рекомендованный возраст: 0+
На фестивале организованы площадки:
- Лекторий
- БукФест
- Пробуй

И тематические категории:
- Смотри
- Слушай
- Твори

Большой отклик у зрителей вызывает шоу воздушных змеев, творческие мастерские, музейные площадки, детские программы.
Вошел в историю и более всего знаменит переименованием первого космонавта Юрия Гагарина в Алексея Гагарина.

## Хронология

### 2016
Дата проведения: 4 и 5 июня
Особой популярностью пользовались паблик-арт объекты и смотровые площадки, созданные под кураторством Антона Кочуркина и Наили Аллахвердиевой, «Корабль „Полдень“» Алены Полоусовой, «Обветшание Мондриана» Александра Филимонова, «Ловец снов» Анастасии Бисти, не переставали звенеть колокольчиками «Ловца ветра» Гаяне Сафоян.
Музыкальная программа: «Обе Две», On-The-Go, Yarga Sound System, Краснознамённая дивизия имени моей бабушки, Ильфат Садыков, «Торама», OQJAV, Playtronica, «Птица Тылобурдо», 1/2 Оркестр, Sirotkin, VLNY, Mikkai Kumo, Pahsa
Основное событие фестиваля: «Речной концерт» Талгата Баталова — литературная композиция с участием Вениамина Смехова и других артистов.
В фестивале приняла участие китайская делегация из провинции Чуньцин, то есть фестиваль стал международным.
Количество посетителей: По официальным данным, за это время мероприятие посетили порядка 50 тысяч человек.

### 2017
Дата проведения: 11 и 12 июня
Тема года — Навигация на реке и в городах.
Программа была разделена по направлениям: «Прогулки», «Впечатления», «Путешествия», «Семья», «Знания», «Спорт», «Волга и пляж».
На «ВолгаФесте» выступили уличные театры из Москвы и других городов России, а также гости из Франции (театр Quidam), которые стали хедлайнерами фестиваля. В рамках музыкальной программы на сценах фестиваля выступил 21 коллектив из Москвы, Штутгарта, Санкт-Петербурга, Минска, Екатеринбурга, Самары, Саратова и Перми.. В качестве чтеца выступил Василий Уриевский. Свои книги привезли издательства AdMarginem, «Самокат», Сlever, «Мари», «НЛО» и другие.
Количество посетителей: ~250 000 тыс.

### 2018
Дата проведения: 2-3 июня

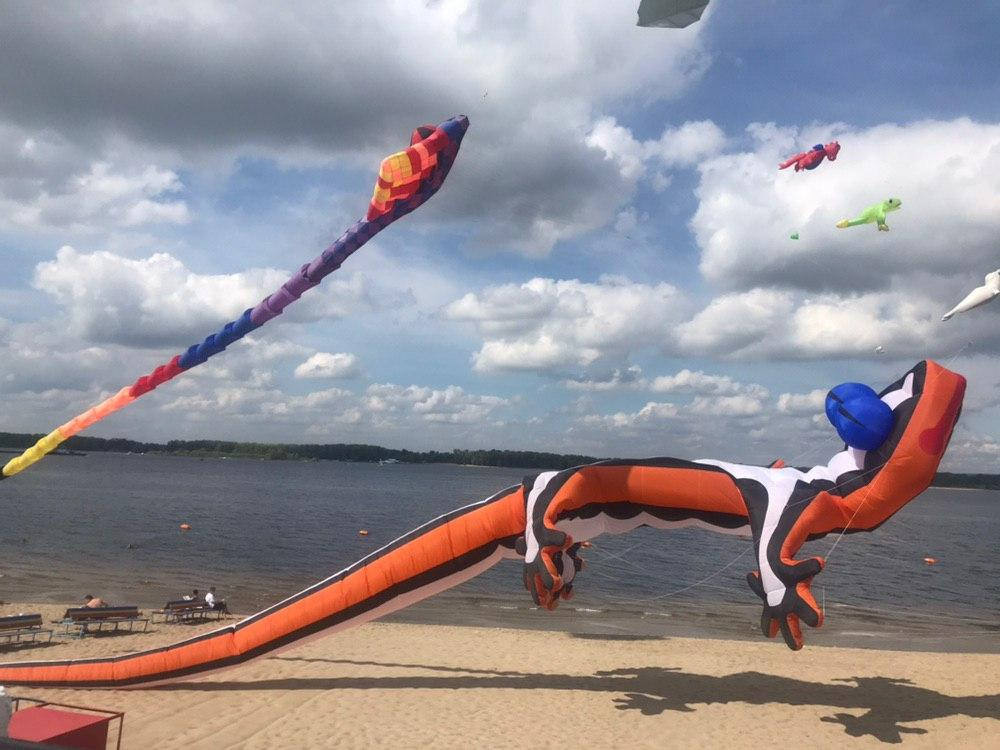
Фестиваль «Волгафест» 2020

Место проведения: 2-я очередь набережной
Тема фестиваля этого года — «Будущее».

Фестиваль признан самым массовым и успешным мероприятием 2018 года в Самаре, по опросу интернет-портала «Вместе». Фестиваль обошел по популярности Грушинский фестиваль.
Семейный формат мероприятия — главная отличительная черта «ВолгаФеста». Каждый гость фестиваля — это непосредственный соавтор событий. 
Главным событием фестиваля стало совместное строительство, а потом — разрушение большого картонного маяка «Фара фара» — проект французского художника Оливье Гростета, который создает такие партисипативные проекты по всему миру.
Хедлайнером театральной программы стал французский уличный театр Generik Vapeurs.
Количество посетителей: 65 тыс.

### 2019
Дата проведения: 8-9 июня.
Тема: Игра
Место проведения: 1-я очередь набережной
В фестивале участвовали Проект Ильи и Эмилии Кабаковых «Корабль толерантности».
Музыкальная часть: Группа «Краснознаменная дивизия имени моей бабушки», Кирилл Рихтер, группа On-The-Go, «Пасош» и Juno 17.
Количество посетителей: 106 тыс..

### 2020
Дата проведения: 24-30 августа
Тема: Короткие дистанции
Место проведения: 1-я очередь набережной
Музыкальная программа: Хадн дадн, TIHOTIHO, Пасадена, St. Petersburg Ska-Jazz Review, Чёрный государь, Дайте Танк (!)
На фестивале прошёл международный конкурс паблик-арт-проектов, организуемый московским бюро Артмоссфера. 6 арт-объектов из предложенных 96 заявок были реализованы и украшали самарскую набережную.

### 2021
С 7 по 20 июня фестиваль традиционно прошёл на 2-й очереди самарской набережной. Тема: «Движение навстречу».

## Команда Фестиваля
Михаил Савченко — директор, продюсер
Сергей Кривчиков — Режиссёр фестиваля
Анастасия Альбокринова — арт-директор
Андрей Сяйлев арт-директор (2016—2018)

## Проект «Цифровой сплав»
«Цифровой сплав» — серия роликов-фильмов Андрея Кочеткова (основателя фестиваля «Том сойер фест») разговаривает с разными интересными людьми из других городов на Волге. Эти ролики можно найти на сайте фестиваля (http://volgafest.com/splav) или канале Youtube.
На сентябрь 2020 года было опубликовано 19 видео.

## Критика
Первый масштабный всеобщий праздник, состоявшийся по инициативе и под руководством министерства культуры правительства области. Да, конечно, «Рок над Волгой» был более массовым и эпичным событием, но это был всего лишь очень большой рок-концерт. Здесь же на суд публики было представлено большое и сложное действо. О том, как его элементы были взаимосвязаны и нужно ли их связывать вообще — разговор отдельный. В любом случае городское сообщество новый праздник приняло с радостью и даже восторгом. Но те, кто принадлежит к другим поколениям, все-таки отмечают, что до масштаба и замаха 400-летия Куйбышева, которое праздновалось ровно 30 лет назад, «ВолгаФест» немного не дотягивает. Хотя перекличка, в том числе и смысловая, символическая, между этими праздниками есть.

## Галерея

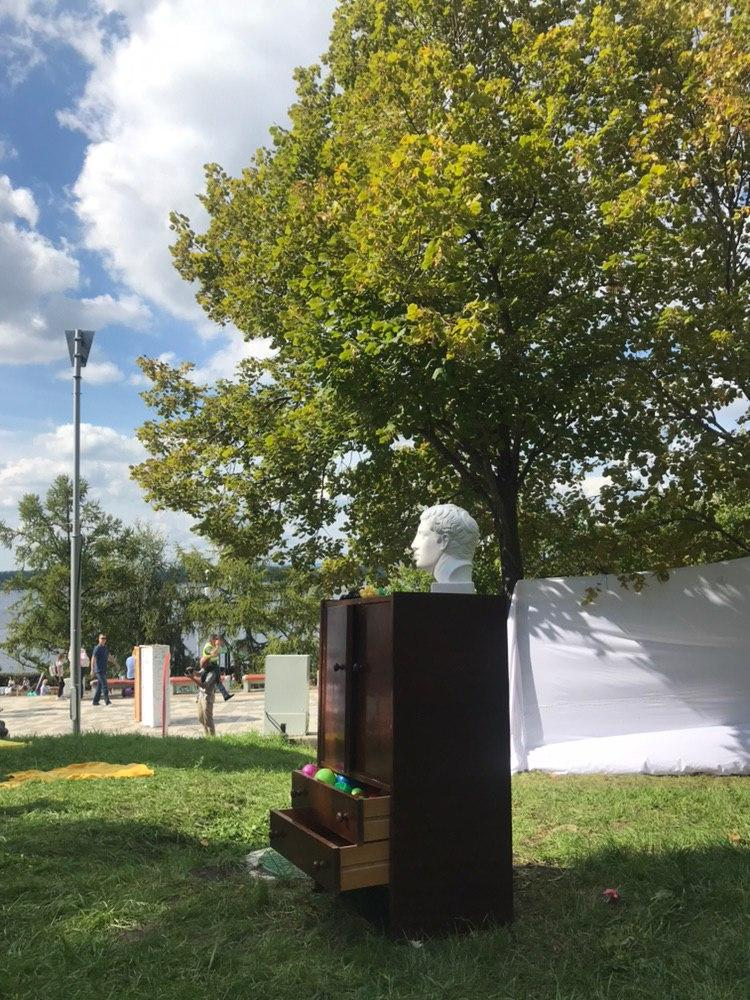
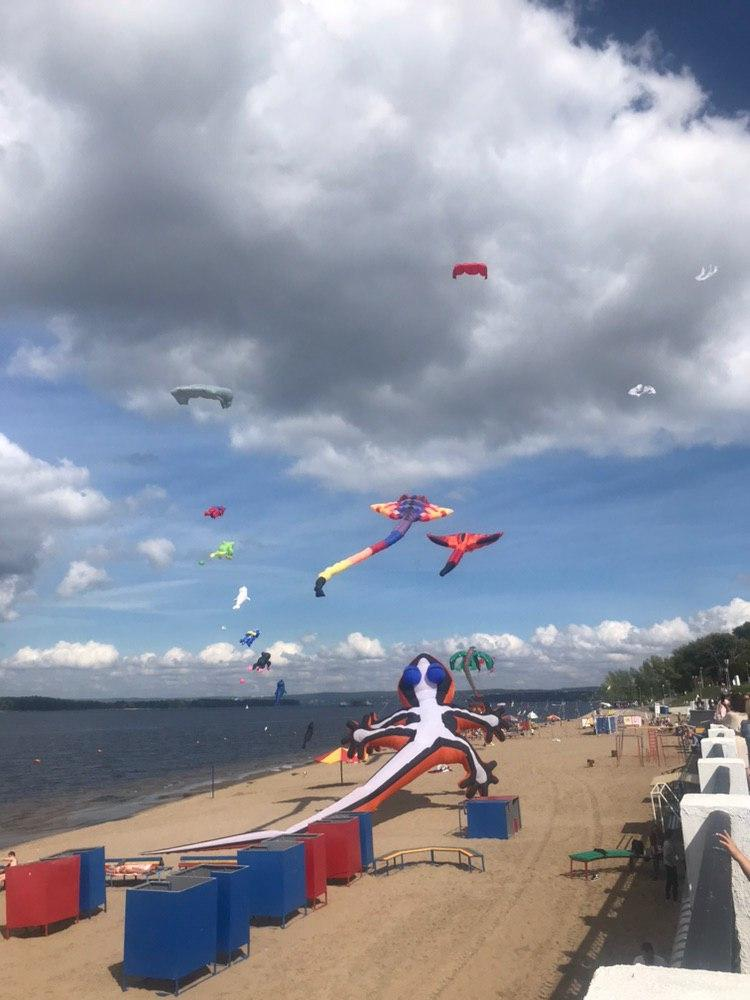
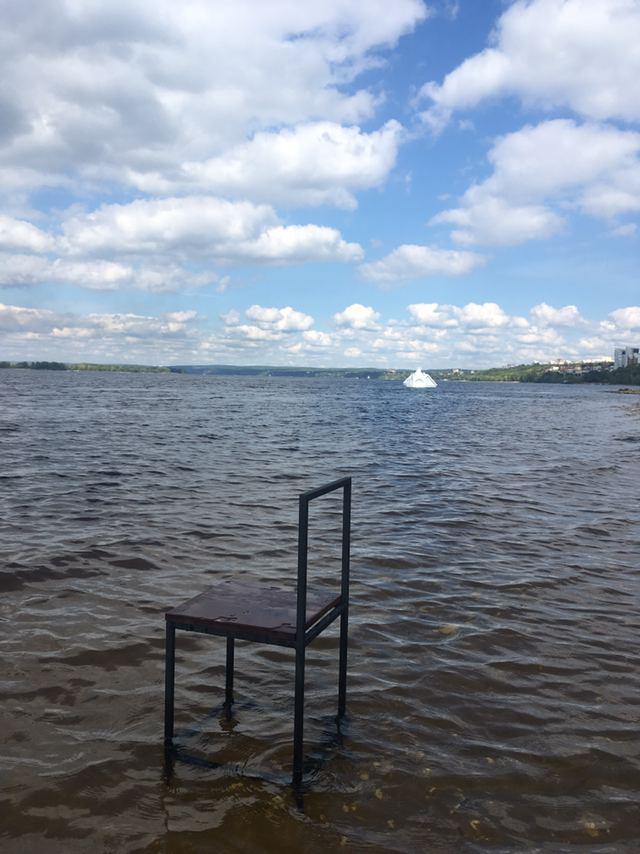
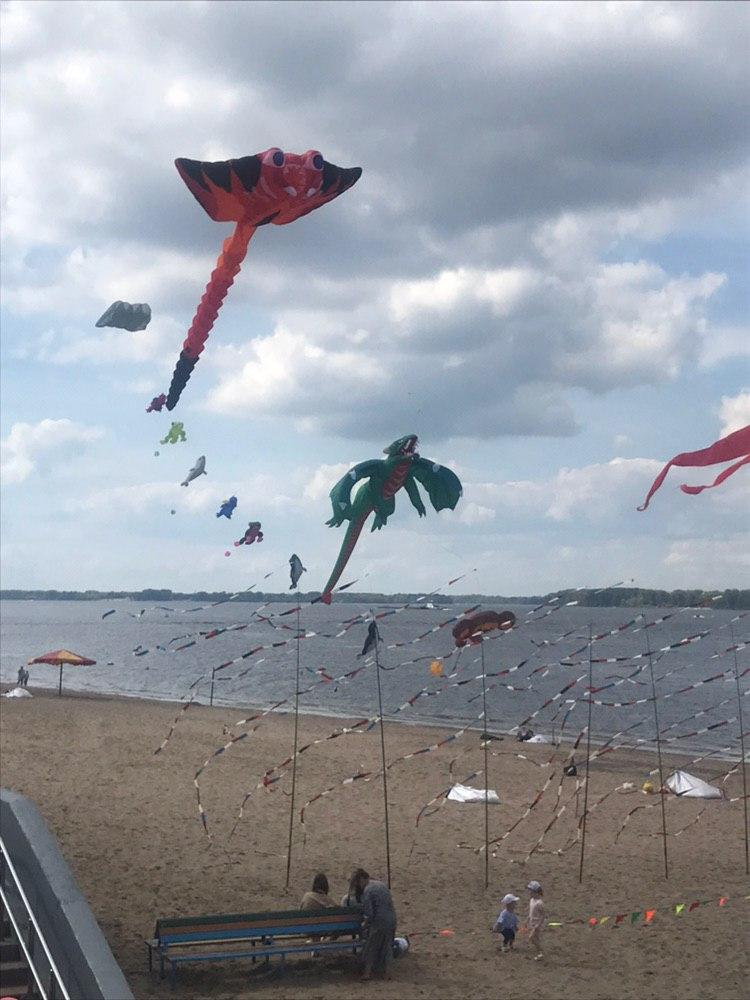